# Desmia aclistalis
Desmia aclistalis là một loài bướm đêm trong họ Crambidae.